# 宗毓华
宗毓华（全名Constance Yu-Hwa Chung，另译康妮·宗，1946年8月20日—）是一位美国新闻记者，曾担任多个美国电视新闻网的主播及记者。1993年，她被任命为《CBS晚间新闻》（CBS Evening News with Dan Rather and Connie Chung）的联合主播。她成为美国主流电视网晚间新闻主播位置的第一位亚裔美国人和第二位女性。

## 生平
宗毓华是中華民國外交官、财务经理William Ling Ching Chung（宗凌曾）和Margaret Chung（马碧兰）的女儿。她的父亲曾任中華民國國軍的情报官员，1944年他离开中華民國，前往美国。宗毓华是这位外交官的10个孩子中最小的一个，她和另外4个姐姐也是父母的10个孩子中少数幸存下来的，这个家庭中的另外5个孩子都死在中国。她在美国华盛顿哥伦比亚特区出生、成长，她也是家中唯一在美国出生的孩子。
她毕业于马里兰州Silver Spring, Maryland的Montgomery Blair高中。她于1969年获得马里兰大学（University of Maryland, College Park）授予的新闻学科学学士（B.S.）学位（入学初期她主修生物学，后转入新闻学）。她日后还先后获得由布朗大學、普洛威頓斯學院、Wheaton College和Norwich University等颁发的荣誉博士学位。
1984年，她与脱口秀主持人莫瑞·波维奇结婚。结婚后，她成为犹太教徒。宗毓华曾经宣布，为了使得能够怀孕，她将会在1991年减少工作量。不过事与愿违，最终她和丈夫于1995年6月20日正式收养Matthew Jay Povich作为他们唯一的儿子，由於只知道他的出生年份，所以估計他現在大概26-27歲（2021年）。
（Walter Cronkite）是宗毓华心目中在新闻界的英雄。

## 职业生涯
宗毓华曾先后供职于美国全国广播公司（NBC）、哥伦比亚广播公司（CBS）、美国广播公司（ABC）、有线电视新闻网（CNN）、微软全国广播公司（MSNBC）。
宗毓华的第一份工作是于1969年开始，在她的家乡华盛顿哥伦比亚特区的属于Metromedia的WTTG-TV（现属于FOX电视网）任职。刚开始她担任抄写员，后来成为新闻写手，最后成为新闻记者。她与日后的丈夫莫瑞·波维奇（Maury Povich）也是这一时期结识的，当时波维奇是该台的主持人。1971年，她加盟CBS新闻，担任《CBS晚间新闻（CBS Evening News with Walter Cronkite）》的国内记者，驻点华盛顿。业余时间她还协助联邦通讯委员会及时授权电视台雇佣更多的少数族裔。在CBS新闻华盛顿分社期间，她参与报道了1972年民主党参议员George McGovern的总统竞选活动、1972年民主党全国代表大会、水门事件、反越战活动，以及理查德·尼克松的总统任期、Nelson Rockefeller的副总统任期和国会山的一般性政治报道。同时她还在海外，报道尼克松和勃列日涅夫的第一阶段战略武器限制谈判和尼克松作为总统最后一次访问中东。
1976年，宗毓华前往洛杉矶的CBS直属台（owned and operated station）KNXT（即现在的KCBS）。这是哥伦比亚广播公司在国内的第二大地区市场，也是投资最多的市场。在KNXT的7年时间里，她每天播报三次新闻，使得电视台的收视率从第三升至第二。同时她还从位于哥伦比亚广场的KNXT演播室向位于西岸的电视台播报《CBS新闻简报》（CBS Newsbriefs）。
1983年，宗毓华遭到大幅度减薪，之后她高调加盟NBC新闻，担任新开播的清晨新闻节目《NBC日出新闻》（NBC News at Sunrise）的主播，该节目每天在《今天》节目之前播出。之后，NBC开办了《美国年鉴》（American Almanac）节目，宗毓华与Roger Mudd共同主持这一节目。当时Roger Mudd刚刚离开《NBC晚间新闻》（NBC Nightly News），在此之前他与汤姆·布罗考合作主持该节目长达两年。在NBC新闻期间，宗毓华还主持周六版的《NBC晚间新闻》、《NBC新闻提要》（NBC News Digests）、数个黄金时段的特别节目以及新闻杂志节目。同时她还担任《NBC晚间新闻》（NBC Nightly News with Tom Brokaw）的代班主播和电视网的政治分析记者。在总统大选的报道中，宗毓华也有不错的表现。她是1984年两党代表大会的台下记者（floor correspondent）、1988年两党代表大会的台上记者（podium correspondent），她还在1984、1986和1988年的总统大选期间以及选举之夜提供政治报道和分析。
1989年，宗毓华宣布由于她现有的合同到期，她将离开NBC新闻，重返CBS新闻。据报道她与CBS的新合同规定的年薪为150万美金。刚开始，她的工作包括主持新闻杂志类节目West 57th 和《CBS周日晚间新闻》（The CBS Sunday Night News），并作为丹·拉瑟在《CBS晚间新闻》上的首选代班。1989年9月23日，《与宗毓华共度周六夜》（Saturday Night with Connie Chung）节目开播，宗毓华担任节目主持人和记者。1990年起，她成为CBS黄金时段新闻杂志节目、艾美奖得奖节目《面对面》（Face to Face with Connie Chung）的主持人。主持该节目期间，宗毓华进行了一系列的独家采访，包括对Exxon Valdez号的船长Joseph Hazelwood的第一次也是唯一一次电视专访、在洛杉矶湖人队球星Magic Johnson宣布自己的艾滋病毒呈阳性后的首次电视专访。
1993年6月1日，宗毓华成为《CBS晚间新闻》（CBS Evening News with Dan Rather and Connie Chung）的联合主播。她是首位成为主要电视网晚间新闻节目主播的亚裔美国人和第二位女性（1976年芭芭拉·沃尔特斯曾在美国广播公司首次成为晚间新闻主播）。晚间新闻主播的位子在传统意义上被认为是电视新闻的最高位置。此外，她从1993年6月17日开始担任受欢迎的黄金时间电视新闻杂志节目《宗毓华目击》（Eye to Eye with Connie Chung）的主持人。该节目强调采访有争议的新闻人物，而这也是宗毓华的最大特色。在此期间，她进行了一系列出色采访，包括在天安门事件五周年纪念时获得独家专访时任中国总理李鹏，此外她还报道了以色列和巴勒斯坦解放组织在白宫的历史性签字仪式，以及以色列和约旦在中东的签字仪式。在1992年两党全国代表大会期间，宗毓华代表CBS新闻成为台下记者（floor reporter），她还在1990、1992和1994年的美国总统大选选举之夜提供分析。
然而宗毓华处于聚光灯中心的时间是有限的。她对于更高层次采访的渴望导致她与电视网之间产生了摩擦，而她的许多具有争议性报道也使她的可信度遭到质疑。1995年5月31日，她离开了《CBS晚间新闻》联合主播的位置，随后她又失去了《宗毓华目击》（Eye to Eye with Connie Chung）的主播工作（《宗毓华目击》于1995年5月25日最后一次播出），这令许多乐见女性在新闻界达到新高度的人们担忧。而她的搭档丹·拉瑟却对此反应冷淡，他对于宗毓华的去职起到了推波助澜的作用。
1997年11月，宗毓华加盟ABC新闻，成为美国广播公司黄金时段新闻杂志节目《20/20》的记者，每周一与查尔斯·吉布森搭档主持。同时她也开始独立采访，而这一领域也很快成为她的最大特点。在《20/20》1999-2000播出季，宗毓华因报道孟加拉年轻女子被酸性物质残酷焚烧，以此作为对阻止男子升迁的报复行为而获得大赦国际组织颁发的人权大奖。同样是在《20/20》1999-2000播出季，宗毓华因有关1966年密西西比黑人男子Ben Chester White谋杀案的新发现的一小时调查报道"Justice Delayed"而获得多个奖项。此报道播出后，美国司法部在谋杀发生超过30年后就此案重新开庭，并对Ernest Avants涉嫌谋杀进行起诉、审判、定罪和判刑，自1966年被判无罪后，Ernest Avant一直自由的生活。2001年，宗毓华因和备受争议的民主党国会议员Gary Condit就有关失踪的国会实习生Chandra Levy进行专访而备受好评。
宗毓华的采访大多数态度平和，但是被访者也常常要面对一连串尖锐问题。但尽管如此，与芭芭拉·沃尔特斯和迈克·华莱士等相比，她的专访仍被认为是相对软性的。也因此在进行有关公共议题的访问时，她更多的会选择关注丑闻和争议。
2002年1月，宗毓华宣布离开美国广播公司，加盟有线电视新闻网（CNN）。她在CNN期间担任《今晚约会宗毓华》（Connie Chung Tonight）节目的主持人。2003年3月，因节目被停播，宗毓华愤而离开CNN。
2006年1月，宗毓华加盟MSNBC，与她的丈夫、同为资深主持人的莫瑞·波维奇（Maury Povich）一同主持一档半个小时的周播节目《与莫瑞和康妮共度周末》（Weekends with Maury and Connie）。但该节目仅播出6个月就宣布停播。
尽管离开了公众的视线，但在福克斯电视网（FOX）的节目MADtv中，宗毓华被喜剧演员Bobby Lee塑造成穿着拖曳长裙的形象。（多年前，宗毓华还在In Living Color 节目中被演员Steve Park模仿。）

## 争议与变迁

### 凯瑟琳·金里奇专访争议
1995年，宗毓华专访了共和党政治家纽特·金里奇（Newt Gingrich）的母亲凯瑟琳·金里奇（Kathleen Gingrich），该专访在《宗毓华目击》（Eye to Eye with Connie Chung）节目中播出。在专访中，金里奇夫人说，她不能在节目里说出她的儿子是如何评价第一夫人希拉里·克林顿（Hillary Clinton）的。宗毓华对金里奇夫人说，“那就悄悄告诉我，只有我们俩知道”（“just whisper it to me, just between you and me.”），接着金里奇夫人说出她的儿子评价希拉里·克林顿是“bitch”。
许多人解释宗毓华的提议是，如果金里奇夫人悄悄说出这句话，那么宗将保证这句话不会被播出。而当这句话播出之后，许多观众认为这损害了宗毓华的新闻诚信。

### 俄克拉荷马城爆炸事件采访
几个月后，1995年4月俄克拉荷马城爆炸事件发生。宗毓华采访俄克拉荷马城消防局发言人时问，“俄克拉何马城消防局能处理‘这个’吗？”（“Can the Oklahoma City Fire Department handle this?”）许多观众，特别是那些俄克拉何马城的观众感觉这个问题表现出记者对于事件的麻木不仁。数以千计的俄克拉何马以及其他地方的观众致电或致函抗议该问题的这一语调。此外爆炸发生后，当丹·拉瑟就在事发地附近的德克萨斯的情况下，宗毓华仍被总部从纽约派往事发地进行报道，丹·拉瑟对此事十分愤怒。因此在公众的强烈抗议和丹·拉瑟的投诉之后，宗毓华从《CBS晚间新闻》联合主播的位子上被撤下，降为周末和早间时段主播。

### ABC 和 CNN
在跳槽至美国广播公司并担任《20/20》的联合主持之后，宗毓华专访了Gary Condit，追问他与遭谋杀的华盛顿实习生Chandra Levy之间的关系。
同时，宗毓华还是早间节目《早安美国》（Good Morning America）的特约主持。在Lisa McRee作为主持人在节目中短暂出现并最终离开后，宗毓华却拒绝接任这一主持工作。她表示她不想在晨早时段每周工作10小时。
在离开美国广播公司，跳槽到CNN之后，她主持一档属于自己的、并以自己名字命名的节目《今晚约会宗毓华》（Connie Chung Tonight），同时在CNN她还能够得到200万美元的年薪。加盟CNN后，电视网对她进行大力宣传，然而她的节目却被评论界批评。CNN为使节目更好的运作，将节目由直播变为录播。虽然节目在收视率方面有不俗表现（观众数增长了500,000），但是当2003年伊拉克战争爆发后，节目还是被停播。在战争期间，她只能播报每小时的头条新闻。当CNN重新编排节目表时，宗毓华要求CNN尽快复播她的节目。然而尽管她的合同尚未到期，她的节目还是被取消了。在一次访问中，CNN创始人特德·特纳（Ted Turner）称宗毓华的节目“糟透了（just awful）”。

### MSNBC
2006年1月，宗毓华与丈夫莫瑞·波维奇（Maury Povich）开始在MSNBC主持《与莫瑞和康妮共度周末》（Weekends with Maury and Connie）节目。这是自2003年以来宗毓华作为电视主持人首次出现。节目后来被取消，最后一集节目在2006年6月17日播出。在这集节目里，宗毓华身着白色晚礼服在一架黑色钢琴扭动身体，并模仿演唱歌曲《感谢回忆》（Thanks for the Memory）的旋律。这一离奇、走音的告别演出通过视频网站被广泛传播。宗毓华自己评价到“我希望观众明白这是一个大型的自嘲。如果有人认为我是認真的，那他们真的太無所事事。”（“All I want to be sure of is that viewers understood it was a giant self-parody. If anyone took it seriously, they really need to get a life.”）在2006年6月27日的《今晚秀》（The Tonight Show）节目中，宗毓华就她的表演接受主持人Jay Leno的采访，在访问中，宗毓华自嘲其节目收视率低，认为这一表演几乎是“我们两个观众的私人玩笑”（“private joke for our two viewers”）。

### 遭家庭醫生性侵
宗毓華透露50年前被家庭醫生性侵，她說她不記得正確的年份與日期，但性侵的經過仍歷歷在目。在她發的公開信，當中提到她在1960年代、20來歲仍是處女時，於「信任」的醫生診所首次接受婦科檢查，要求處方避孕藥的經過，她說醫生檢查她的私處時用手指侵犯她，然後她首次經歷到高潮及搐動，該名醫生再吻她的嘴唇，便轉身回到他的辦公地方，她當時感到害怕，沒有對他說任何話也沒有看他一眼，穿回衣服便回家。事後，她只向一位姊妹提過這件事，但不敢跟父母說。婚後也有向丈夫提及，但不記得何時。她說，那醫生30年前已離世，但最近從Google Maps見到診所位置，那件往事又重新湧上心頭。說自己對公開被性侵的事一直感到害怕，擔心聲譽掃地。她寫道：「我一直沒有公開那骯髒小秘密，沉默了50年。」 

## 重要经历
| 年份        | 頻道  | 節目                                                                                | 備註                       |
| ----------- | ----- | ----------------------------------------------------------------------------------- | -------------------------- |
| 1983–1989年 | NBC   | 《NBC晚间新闻》（NBC Nightly News）                                                 | 主播、记者                 |
| 1983–1989年 | NBC   | 《今天》（Today Show）                                                              | 主播、记者                 |
| 1983–1989年 | NBC   | 《NBC新闻提要》（News Digest）                                                      | 主播、记者                 |
| 1983–1989年 | NBC   | 《NBC日出新闻》（NBC News at Sunrise）                                              | 主播、记者                 |
| 1985年      | NBC   | 《美国年鉴》（American Almanac）                                                    | 首席记者                   |
| 1986年      | NBC   | 《1986》（新闻杂志节目）                                                            | 联合主持                   |
| 1989–1993年 | CBS   | 《CBS晚间新闻》（CBS Evening News with Dan Rather）                                 | 记者                       |
| 1989–1990年 | CBS   | 《与宗毓华共度周六夜》（Saturday Night with Connie Chung ，前身为West 57th Street） | 主持                       |
| 1990年      | CBS   | 《与宗毓华面对面》（Face to Face with Connie Chung）                                | 主持                       |
| 1993–1995年 | CBS   | 《宗毓华目击》（Eye to Eye with Connie Chung）                                      | 主播                       |
| 1993–1995年 | CBS   | 《CBS晚间新闻》（CBS Evening News with Dan Rather and Connie Chung）                | 联合主播                   |
| 1997–2002年 | ABC   | 《黄金时间现场》（Primetime Live）                                                  | 记者                       |
| 1997–2002年 | ABC   | 《20/20》                                                                           | 联合主持、记者             |
|             | ABC   | 包括《ABC今晚世界新闻》（ABC World News Tonight with Peter Jennings）               | 担任多档新闻节目的出镜记者 |
| 2002–2003年 | CNN   | 《今晚约会宗毓华》（Connie Chung Tonight）                                          | 主持                       |
| 2006年      | MSNBC | 《与莫瑞和康妮共度周末》（Weekends with Maury and Connie）                          | 联合主持                   |

## 现况
如今宗毓华与丈夫在美国蒙大拿州的弗拉特黑德县主办平头信标（FLATHEAD BEACON）日报